# Grupo Caribe
Pour les articles homonymes, voir Caribe.
Grupo Caribe (le groupe Caraïbe) est un groupe de salsa formé en 1996 à New York par des musiciens qui ont baigné dans la culture salsa toute leur vie et qui ont joué avec les plus grands : Tito Puente, Machito, Larry Harlow, Eddie Palmieri, Mongo Santamaria et Willie Colon.
Leur répertoire comprend des reprises de Tito Puente, Tito Rodriguez, Machito, Johnny Pacheco, Ismael Rivera, Rafael Cortijo ainsi que quelques compositions.
Son directeur musical, Sergio Rivera, est né le 3 janvier 1953 à New York de parents portoricains.
Il a grandi dans une famille de musiciens en écoutant Eddie Palmieri, Ray Barretto, Ricardo Ray, Tito Puente, Machito et Graciela... Son premier instrument fut la basse mais son acharnement pour le piano a finalement abouti.
Ses premiers groupes furent La Conspiración, le groupe de Kako, la Ritmo Tropical De Cuba, Conjunto Melao avec il enregistra plusieurs disques...
En 1976 il participe à Vilató y Los Kimbos formé d'anciens membres de la Típica 73. Et après déjà une longue carrière il contribua à la formation de Grupo Caribe en 1996 pour un répertoire de salsa "traditionnelle" avec des arrangements de José Madéra, Louis Bauzo ou encore Oscar Hernández.
La composition de l’orchestre est optimisée. Les cuivres sont composés d’une trompette, d’un trombone et d’un saxophone ténor pour représenter dans sa forme minimum la section de cuivres d’un big band. Cette taille réduite créé aussi de meilleures conditions économiques pour les musiciens.

## Membres
- Luisito Ayala et Herman Olivera, chant
- Albert Acosta, saxophone et flûte, qui a joué avec Sergio Rivera avec Cortijo.
- Tony Barrero, trompette, qui avait fait partie de Los Kimbos comme Sergio Rivera.
- Roberto Suttman, trombone
- Bernie Minoso, guitare basse
- Sergio Rivera, piano
- Louis Bauzo, congas, bongo
- José Madera, timbales : grand arrangeur qui a travaillé pour Tito Puente, Machito, Eddie Palmieri, Gilberto Santa Rosa, Azuquita.